# Carlos Grandjot
Karl (Carlos) Grandjot Reins (Frankenberg, Hesse, 23 de agosto de 1900-Concepción, 5 de octubre de 1979) fue un matemático y naturalista alemán.
Era hijo mayor del inspector de correos Konrad Grandjot Blume y de Luise Reins Remhof. Después de asistir a la escuela secundaria en Kassel; y servir brevemente en la Primera Guerra Mundial; estudió desde 1919, y en 1922 egresó como matemático por la Universidad de Gotinga, defendiendo su tesis de doctorado sobre "Acerca de la convergencia absoluta de las filas problema de Dirichlet (Acerca de la convergencia absolutas de series de Dirichlet)".
En 1926, contrajo matrimonio en Gotinga con Gertrudis Fritsche. Ambos eran amantes de la naturaleza y expertos en botánica. Fallece en 1944; y se casa en 1945 en segundas nupcias con Margarette Rixmann Hövener
En 1929, el gobierno chileno realizó nuevas contrataciones de académicos extranjeros. De los nuevos profesores alemanes contratados en esa época, la mayor parte retornó a su patria al poco tiempo. Solo dos de ellos se avecindaron definitivamente en Chile: el matemático Grandjot y el químico Fernando Oberhauser y la labor que desarrollaron en el Instituto Pedagógico de la Universidad de Chile, durante tres décadas de docencia e investigación marcó la enseñanza de sus respectivas disciplinas en Chile.
En 1933, da clases en la Facultad de Ingeniería de la Pontificia Universidad Católica de Chile y en 1940 escribe su "Álgebra Abstracta", que no tuvo en el país la repercusión que merecía. De haberse divulgado a tiempo habría adelantado, quizás en 20 años, el estudio oficial en Chile de esa nueva ciencia.

## Algunas publicaciones
- 1931. Beweis eines auf Polynome spezialisierten Satzes der Analyse. 1 tab. Soc. Alemana para la Ciencia. Santiago de Chile, Neue Folge, vol. I, pp. 213–218
- 1932. Tablas Logarítmico–Trigonométricas con 4 decimales. Santiago, Imp. Univ. 16 pp.
- 1933. Aritmética: Primer Libro. Santiago [s.n.] 176 pp.
- 1936. Der Potrero Grande in der Kordillere von Santiago. Con Gertrud F. Grandjot. 2 figs. 4 lám. f/n con 7 fig. Soc. Alemana para la Ciencia. Santiago de Chile, nueva serie, vol. 3, pp. 213–218
- 1937. Orites, Cuarto Género de Proteáceas Chilenas
- 1940. Álgebra Abstracta. Apartado de la Revista Universitaria, UC de Chile XXV ( 1): 19-58
- 1947. ¿Qué es la vida?. IMPULSO, Revista anual del Centro de Ing. de la Univ. Católica II ( 2): 3 - 11
- 1950. Complementos de Matemáticas Superiores. Santiago, Galcon, 233 pp. Y diversas ediciones
- 1954. Estadística Matemática. Univ. de Chile, Instituto Pedag. Ed. Galcon, pp. 30–53 de “Complementos...”
- 1956. La teoría de la relatividad. Anales de la Universidad de Chile CXIV, primer trimestre, 101: 17-21
- 1960. Die beiden Heimatsprachen der Chilenen deutscher Abstammung, Ergebnisse einer statistischen Umfrage. [El Bilingüismo de los chilenos de ascendencia alemana, Resultado de una encuesta estadística.] Ed. Liga Chileno-Alemana. Imp. Talleres Gráf. Claus v. Plate, Stgo. Chile, 48 pp. + 7 cartas
- 1962. Resolución numérica de ecuaciones algebraicas. Santiago, P. Univ. Católica de Chile, 11 pp. Dto. de Invest. Cient. y Tecnol.

## Honores
- presidente de la Sociedad Chilena de Historia Natural
- miembro del Consejo de la Liga Chileno-Alemana
- socio y director de la Sociedad Musical Mozart de Santiago
- socio del Club Alemán de Excursionismo
- 1953: presidente y socio fundador de la Sociedad Matemática de Chile
- 1954: obtiene la nacionalidad chilena

## Eponimia
- (Asteraceae) Senecio grandjotii Cabrera[4]
- (Brassicaceae) Cardamine grandjotii O.E.Schulz[5]
- (Myrtaceae) Myrceugenella grandjotii Kausel[6]